# Copris tsukamotoi
Copris tsukamotoi är en skalbaggsart som beskrevs av Ochi, Kon och Kawahara 2008. Copris tsukamotoi ingår i släktet Copris och familjen bladhorningar. Inga underarter finns listade i Catalogue of Life.